# 向陽台高等学校
向陽台高等学校（こうようだいこうとうがっこう）は、大阪府茨木市宿久庄七に所在する通信制私立高等学校。
設置者は、学校法人早稲田大阪学園。

## 概要
全国各地に技能連携校としている高等専修学校がある。
吹奏楽コースは、2009年度に同学園内の早稲田摂陵高等学校へ移管され、「早稲田摂陵高等学校ウィンドバンド」と改称された。

## 沿革
- 1961年8月 - 学校法人大阪繊維工業高等学校（全日制課程）、設立認可
- 1962年4月 - 大阪繊維工業高等学校開校
- 1964年4月 - 文部省認可を受け、大阪繊維工業高等学校・通信制課程「普通科」設置
- 1967年4月 - 法人名を学校法人大阪繊維学園に変更。文部省認可・大阪府令1693号により、通信制課程を向陽台高等学校に名称変更
- 1977年6月 - 向陽台高等学校名古屋分室開設。キャンパス非開設
- 1989年4月 - 「単位制」導入
- 1993年5月 - 向陽台高等学校東京分室開設
- 2003年4月 - 宝塚音楽学校で高校修学サポートを開始
- 2012年4月 - 法人名を学校法人早稲田大阪学園に変更
- 2021年4月 - 向陽台総合学院（直営の技能連携校。各種学校）を三重県松阪市に開校

## キャンパス

### 現在設置されているキャンパス
- 本校（当項目で解説）
- 多摩調理キャンパス
- 生蘭学園キャンパス
- 笹田学園キャンパス
- 名古屋キャンパス
- 東洋学園キャンパス
- 水口キャンパス
- 中央キャンパス
- 関西テレビキャンパス
- 育成調理キャンパス
- 三田キャンパス
- 古川学園キャンパス
- 小井手学園キャンパス

### 過去に設置されていたキャンパス
- 山本学園キャンパス
- 英風女子キャンパス
- 柏キャンパス
- 千葉中央キャンパス
- ヨコスカキャンパス
- 奈良キャンパス
- 奈良調理科キャンパス
- 常盤学園キャンパス
- 宮崎キャンパス（2001年（平成13年）4月より生徒募集停止、2003年（平成15年）3月廃校）
- 北陸キャンパス（2003年（平成15年）4月より生徒募集停止、2005年（平成17年）3月廃校）
- 和歌山キャンパス
- 福井キャンパス（1997年（平成9年）廃止）

## 著名な卒業生（高校修学支援を利用した者も含む）
- 稲本潤一（サッカー選手／元日本代表）
- 新井場徹（サッカー選手／元日本代表）
- 羽畑公貴（サッカー選手）
- 木村敦志（サッカー選手）
- 寺田紳一（サッカー選手）
- 三木良太（サッカー選手）
- 家長昭博（サッカー選手／元日本代表）
- 平井将生（サッカー選手／元日本代表）
- 木下正貴（サッカー選手）
- 二戸将（サッカー選手）
- 鈴木ブルーノ（サッカー選手）
- 岡崎建哉（サッカー選手）
- 宇佐美貴史（サッカー選手／元日本代表）
- 井手口陽介（サッカー選手／元日本代表）
- 堂安律（サッカー選手／日本代表）
- 唐山翔自（サッカー選手）
- 中村仁郎（サッカー選手）
- 髙橋直也（サッカー選手）
- 不田涼子（プロテニス選手）
- 山本良介（トライアスリート）
- 春やすこ（タレント）
- 三浦璃来（フィギュアスケート選手）